# Parthenia

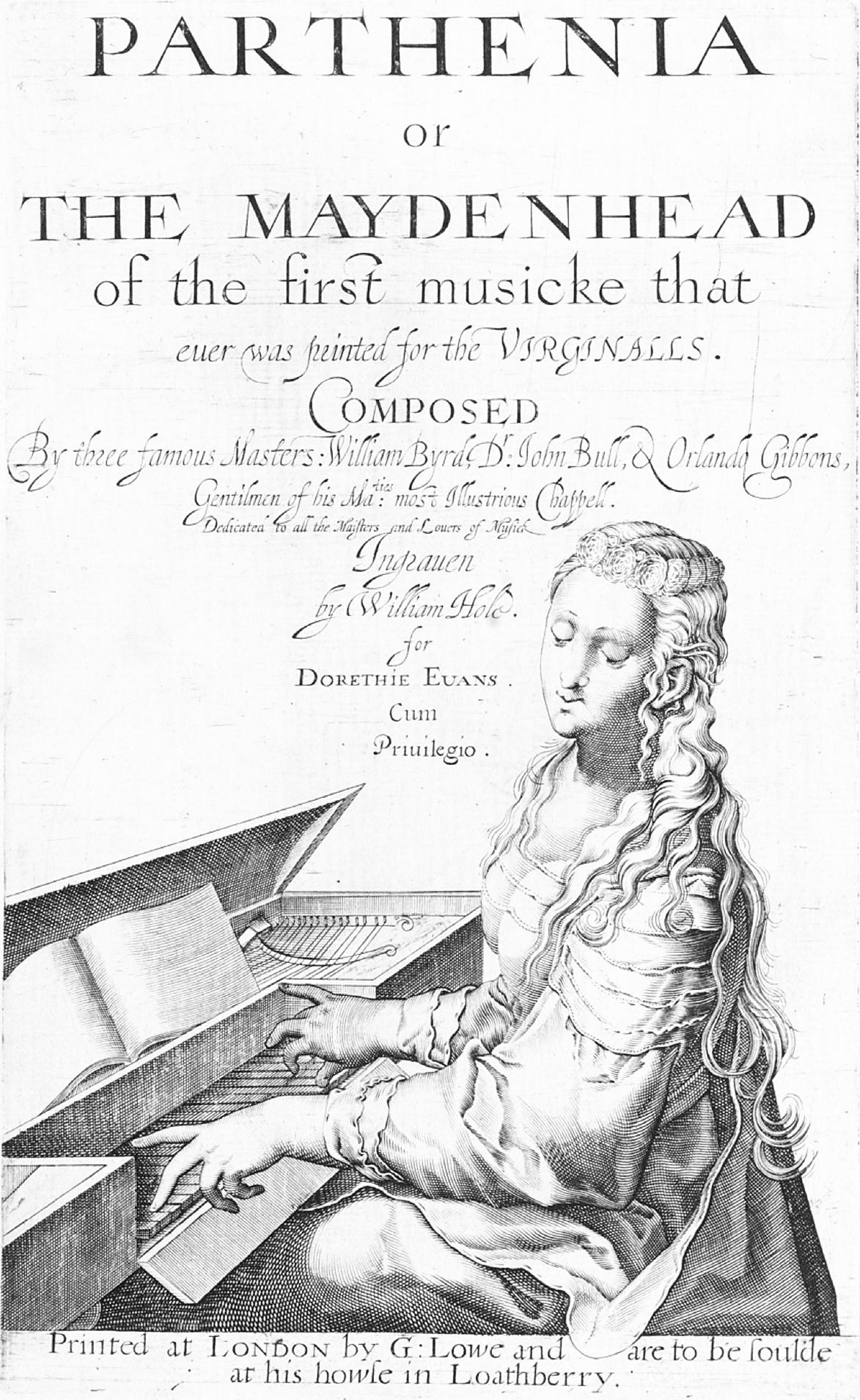
Frontespizio del libro.

Parthenia or the Maydenhead of the first musicke that ever was printed for the Virginalls fu, come dice il titolo, la prima collezione inglese, ad essere stata stampata, di musica per tastiera. Virginals era allora un termine generico per indicare una svariata gamma di strumenti a tastiera dal clavicembalo al muselaar e al virginale, ma la maggior parte dei pezzi sono scritti per clavicordo e organo da camera.
Anche se ne la prima edizione ne la seconda mostrano la data di stampa, Parthenia venne probabilmente pubblicato nel 1611, come si può dedurre dalla dedica:
To the high and mighty Frederick, Elector Palatine of the Reine: and his betrothed Lady, Elizabeth the only daughter of my Lord the king.
La coppia si fidanzò nel dicembre 1612 e sposò poi nel febbraio 1613. Federico ed Elisabetta lasciarono quindi l'Inghilterra ed una successiva ristampa del 1613 cambiò prontamente la dedica:
Dedicated to all the Maisters and Louers of Musick. L'ultima stampa fu del 1659.
Parthenia contiene, nell'edizione del 1613, musiche Composed By three famous Masters: William Byrd, Dr: John Bull & Orlando Gibbons, Gentilmen of his Ma[jes]ties most Illustrious Chapel Royals. Il libro è suddiviso in tre sezioni, ognuna dedicata ad uno dei tre compositori. Vi sono otto pezzi di Byrd, sette di Bull e sei di Gibbons. I pezzi scelti erano fra i più rappresentativi dei tre compositori: pavan, gagliarda, fantasie e variazioni. La musica è tutta profana e non vi è alcun pezzo di musica sacra. La scrittura è fatta su un pentagramma, ma è particolarmente difficile da decifrare poiché le note non sono in posizione verticale in relazione ai loro valori, cosa che ha indotto alcuni commentatori a dedurre che il lavoro è stato pubblicato come una fonte piuttosto che per l'esecuzione.
Il titolo Parthenia deriva dal greco parthenos che significa "vergine". La musica è scritta per virginale, l'etimologia del quale è ignota, ma potrebbe riferirsi alle adolescenti che generalmente suonavano questo strumento, o provenire dal latino virga che significa "bacchetta", probabilmente riferito al meccanismo che pizzica la corda negli strumenti della famiglia dei clavicembali. "Maydenhead" si riferisce al primo viaggio della fanciulla, in questo caso, alla prima stampa di Parthenia. La dedica da parte dell'editore William Hole (prima edizione) inizia con la frase: The virgin PARTHENIA I offer up to your virgin Highnesses.
Un altro interessante aspetto è l'uso di "E" e "F" nei testi di Parthenia. "E" si riferisce ad Elisabetta Stuart ed "F" a Federico V. La dedica recita:
...these next neighbour letters E and F the vowell that makes so sweet a consonãt  Her notes so linkt and wedded togeither seeme liuely Hierogliphicks of the harmony of mariage, the high and holy State wherinto you shortly must be incorporat.
Pertanto dovette essere un regalo di nozze per Elisabetta e Federico. Degno di nota è il movimento di Orlando Gibbons, The Queenes Command, che inizia con le note E (Mi) e F (Fa) e le riusa per iniziare altre parti della composizione.

## Opere
William Byrd
1. Preludium
2. Pavana Sir William Petre
3. Galiardo Sir William Petre
4. Preludium
5. Galiardo Mris Marye Brownlo
6. Pavana Earle of Salisbury
7. Galiardo Earle of Salisbury
8. Galiardo Secundo Earle of Salisbury 
John Bull
9. Preludium
10. Pavana St. Thomas Wake
11. Galiardo St. Thomas Wake
12. Pavana
13. Galiardo
14. Galiardo
15. Galiardo 
Orlando Gibbons
16. Galiardo
17. Fantazia of Foure Parts
18. The Lord Salisbury his Pavin
19. Galiardo
20. The Queenes Command
21. Preludium